# Ruth Brandt
Ruth Brandt (Dublín, 22 de junio de 1936 – Dublin., 13 de agosto de 1989) fue una artista y docente irlandesa, conocida por su inspiración en la naturaleza para su obra.

## Biografía
Nació en Dublín, en 1936. Era la hermana mayor del diseñador gráfico Frank Brandt y de la artista Muriel Brandt (nacida McKinley). Brandt concurrió a la Escuela del Convento Dominico de Santa Sabina, Sutton (Dublin). Pasó un tiempo en París, hacia 1953, enseñando inglés en un convento de la calle de la Santé, París, después de lo cual se inscribió en el National College of Art and Design (NCAD) con una beca de tres años. Brandt pasó un año en Florencia, financiada a través de una subvención del gobierno italiano, y conoció a otros artistas irlandeses como Michael Kane con el que se casó en 1961, y tuvieron un hijo y una hija.

### Carrera artística
En 1958,  exhibió primero en la Royal Hibernian Academy, con la pintura At the jazz band ball. En 1961, también presentó en la "Exposición Irlandesa de Arte Vida", con tres obras. Después de esto, Brandt dividió su tiempo entre la enseñanza en NCAD y clases de verano para niños con su esposo, y letras independientes e ilustración. Tales ilustraciones fueron su trabajo en 1962: Sheelah Kirby The Yeats country y en 1964 con John Irvine: A treasury of Irish saints. 
Brandt diseñó artefactos para las Dolmen Press y Poetry Ireland en los 1960s. Su exhibición, de 1965, en la National Gallery of Ireland acerca de W. B. Yeats, con diez dibujos en tinta china de las casas de Yeats de  Londres.
Brandt comenzó a colaborar con el arquitecto Liam McCormick a pricnipios de los 1970s, contribuyendo con su obra a sus iglesias del County Donegal, como St Michael's, Creeslough y St Conal's, Glenties. Otros edificios de McCormick donde Brandt trabajó incluye los diseños de vitrales del Oratorio de la Resurrección de Nuestro Señor, de Artane, Dublín, y una escultura para la Oficina Meteorológica del Met Éireann, en Glasnevin. La Parroquia de San Brigida, Blanchardstown, la comisionó para diseñar una placa en conmemoración de sus párrocos. 
Fue una de las colaboradoras iniciales de la revista Structure, que había sido fundada por Kane en 1972. En 1973, Brandt trabajó en el "Graphic Studio Dublin" volviendo a diseñar. Estuvo implicada en el funcionamiento de la Galería, hasta su muerte. Brandt fue exhibida ampliamente desde mediados de la década de 1970, en las demostraciones tales como United Arts Club, Dublín en 1975, Kenny Gallery, Galway en 1975, la Emmet Gallery en 1976, y la Setanta Gallery, Dublín en 1978. 
Apareció en un grupo de exposiciones en Nottingham, y en Belfast, en 1976, con la exhibición "Creative women". En 1976, Brandt fue profesora full-time en la NCAD. En 1981, su obra se expuso en la Five contemporary artists en la Tara Galerie, Zúrich. Brandt realizó exposiciones individuales en la Galería Lincoln, Dublín, en 1982, y en la Galería James, Dalkey, en 1985.

### Últimos años
Brandt se convirtió al budismo, concurriendo al Monasterio Kagyu Samye Ling y Centro Tibetano y retirándose en 1979. Al igual que su madre, Brandt era una jardinera entusiasta, y usaba la naturaleza como inspiración para su trabajo. Brandt se trasladó a la Avenida Sherrard, en Dublín, después de separarse de Kane, y ella también era dueña de una casa de campo en el Condado de Wicklow. Su deterioro de la salud la llevó a jubilarse, en 1988. Murió en su casa el 13 de agosto de 1989. Su obra fue parte de la colección de Charles Haughey, y vendida en 2009.

## Honores
- 1986: Premio por el Royal Hibernian Academy, por sus gráficos.[3]
- 1989: Premio por sus acuarelas.